# Rodolfo Erazo
Rodolfo Erazo Santos (ur. 13 lutego 1946 w Tegucigalpie) – honduraski lekkoatleta, olimpijczyk.
Reprezentował Honduras na pierwszych dla tego kraju igrzyskach olimpijskich (Meksyk 1968). Wystąpił tam jedynie w biegu na 10 000 metrów, którego jednak nie ukończył.
Był najstarszym reprezentantem Hondurasu na tych igrzyskach.